# Torre Cuarzo

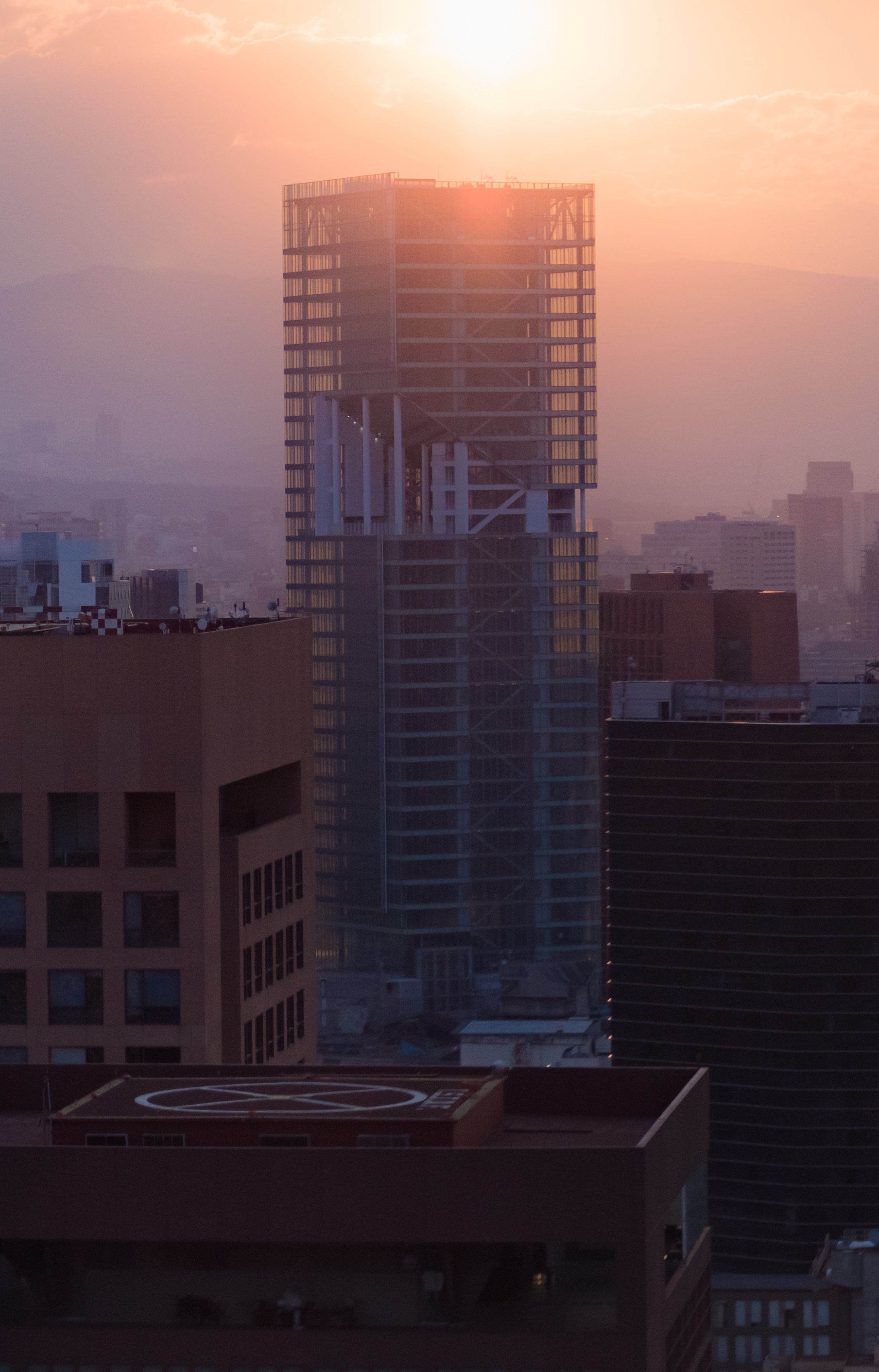
Torre Cuarzo edificio ubicado sobre Paseo de la Reforma.

Torre Cuarzo son dos edificios ubicados sobre Paseo de la Reforma No.26, Colonia Juárez, alcaldía Cuauhtémoc, Ciudad de México, México.
El Proyecto Torre Cuarzo, a solo unos metros del Centro Histórico, anunció la construcción de dos torres, una torre de 40 pisos y otra de 27; convirtiéndose la torre principal en el inmueble más elevado de la zona, solo por debajo de la Torre Latinoamericana. El edificio está protegido ante terremotos usando más de 450 disipadores a fricción en línea los cuales disipan la energía al momento de un sismo.
El diseño del inmueble es trabajo del despacho de arquitectos de Richard Meier en sociedad con Diámetro Arquitectos y tiene un total de 47 mil metros cuadrados de superficie de oficinas tipo A plus, locales comerciales, un hotel, restaurantes y un gimnasio.
El edificio comenzó a ser cimentado en 2013 por la empresa CIMESA. En palabras del despacho Diámetro Arquitectos, encabezado por David Cherem e Isaac Sasson, así como la ingeniería de WSP Group, la edificación de las torres concluyó en 2015.